# Parafia św. Franciszka z Asyżu w Borkach Wielkich
Parafia Świętego Franciszka z Asyżu – rzymskokatolicka parafia znajdująca się przy ul. Ojca Alarda 3 w Borkach Wielkich. Parafia należy do dekanatu Olesno w diecezji opolskiej.

## Historia parafii
W 1905 roku do Borek Wielkich przybyli zakonnicy z Zakonu Braci Mniejszych (OFM). W latach 1910–1911 wybudowali oni kościół zakonny, który został włączony do parafii Bożego Ciała w Oleśnie. 1 lutego 1942 roku, dekretem księdza kard. A. Bertrama została erygowana parafia w Borkach Wielkich. Dotychczasowy kościół zakonny stał się zarazem parafialnym.

## Liczebność i zasięg parafii
Parafię zamieszkuje 1550 mieszkańców, swym zasięgiem duszpasterskim obejmuje ona:
- Borki Wielkie
- Borki Małe
- Broniec

## Inne kościoły i kaplice
W skład parafii w Borkach Wielkich wchodzą kościoły filialne:
- Kościół Wniebowzięcia Najświętszej Marii Panny w Borkach Małych,
- Kościół Świętych Marcina i Bartłomieja w Borkach Wielkich

oraz
- Kaplica w klasztorze Sióstr Służebniczek NMP Niepokalanie Poczętej.

## Duszpasterze

### Proboszczowie po 1945 roku
- o. Alard Fudala
- o. Władysław Gawlik
- o. Jacek Ternka
- o. Anioł Porada
- o. Feliks Koss
- o. Cherubin Albrecht
- o. Łukasz Świec
- o. Tomasz Glombik
- o. Bernard Knieć
- o. Cherubin Żyłka
- o. Salezy Jarosław Szuper
- o. Grzegorz Pampuch